# Seznam indijskih matematikov
Seznam indijskih matematikov.

## A
- Krishnaswami Alladi (1955 -)
- Aryabhata I. (476 – 550)

## B
- Bhaskara (1114 – 1185)
- Radž Čandra Bose/Raj Chandra Bose (Basu) (1901 – 1987) (indijsko-ameriški)
- Satjendra Nat Bose (1894 – 1974)
- Brahmagupta (598 – 668)

## C
- Subrahmanyan Chandrasekhar (1910 – 1995)

## Č
- Sarvadaman Čovla (1907 – 1995)

## H
- Harish-Chandra (1923 – 1983) (indijsko-amer.)

## K
- Kamalakara (1616 – 1700)
- Šri Datatreja Ramačandra Kaprekar (1905 – 1986)
- Šašičand Fatehčand Kapoor
- Narendra Karmarkar (1957 –)
- Radha Kessar
- Jaẏanta Kumāra Ghosha (Jayanta Kumar Ghosh) (1937 – 2017) (ind.-amer. statistik)

## M
- Sjamadas Mukhopadhjaja (1866 – 1937)

## N
- M. S. Narasimhan (1932 – )

## R
- Alladi Ramakrishnan (ind.-amer. fizik 1923 – 2008)
- Srinivasa Ajangar Ramanudžan (1887 – 1920)
- Samarendra Nath Roy (1906 – 1964) (ind.-amer.)
- Dwijendra Kumar Ray-Chaudhuri (1933 – )

## S
- K. Saradha (???? – )
- Natarajan Saradha (???? – )
- Vashishtha Narayan Singh (1942 – )
- Nilakanta Somajadži (Kelallur Comatiri) (1444 – 1502)

## Š
- Šaradčandra Šankar Šrikhande (1917 – 2020)

## V
- Prahalad Čunnilal Vaidja (1918 – 2010)
- Veeravalli Seshadri Varadarajan (1937 – ) (Indija, ZDA)
- Varahamihira (Indija, 6. stol.)
- Tirukkannapuram Vidžajaraghavan (1902 – 1955)